# ラウフフェルトの戦い

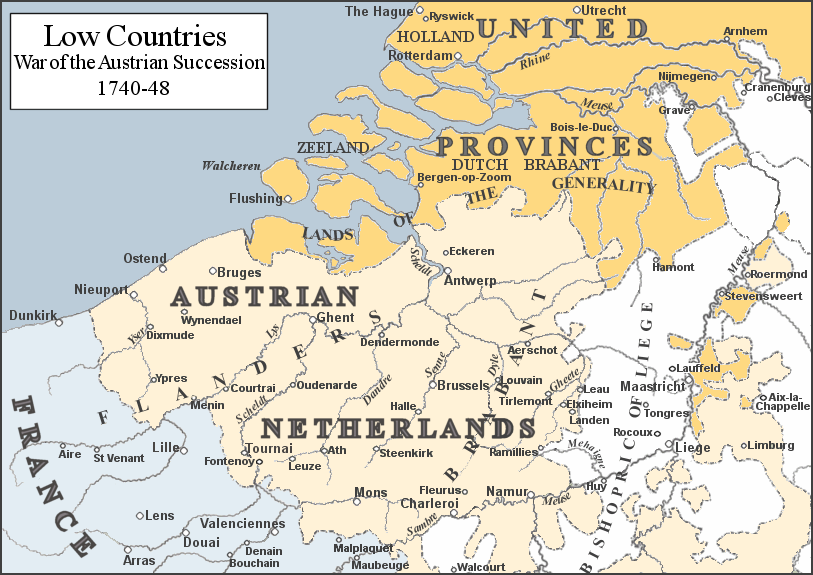
オーストリア継承戦争におけるネーデルラント。ラウフフェルトは右下にある。

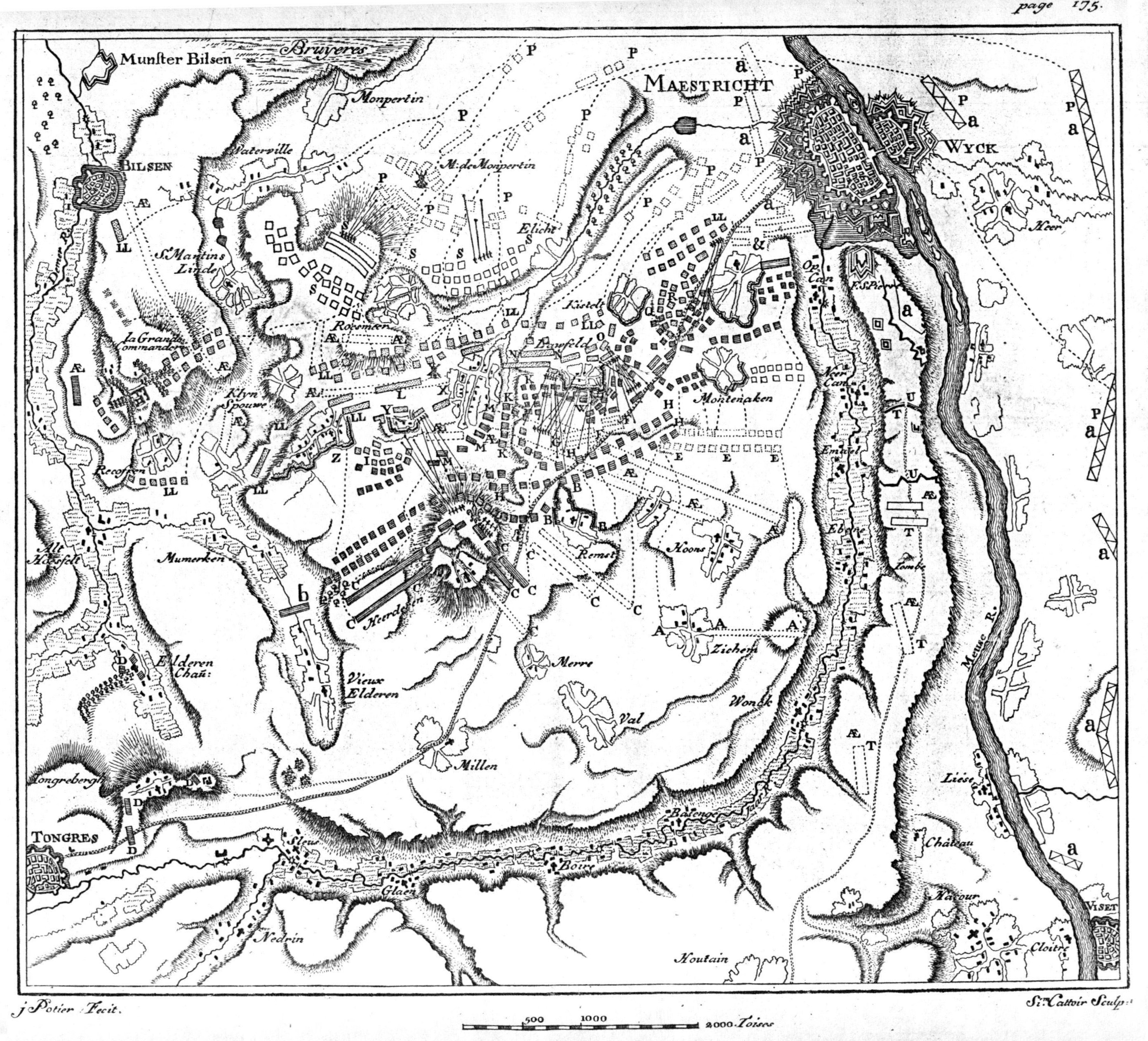
ラウフフェルトの戦いの地図

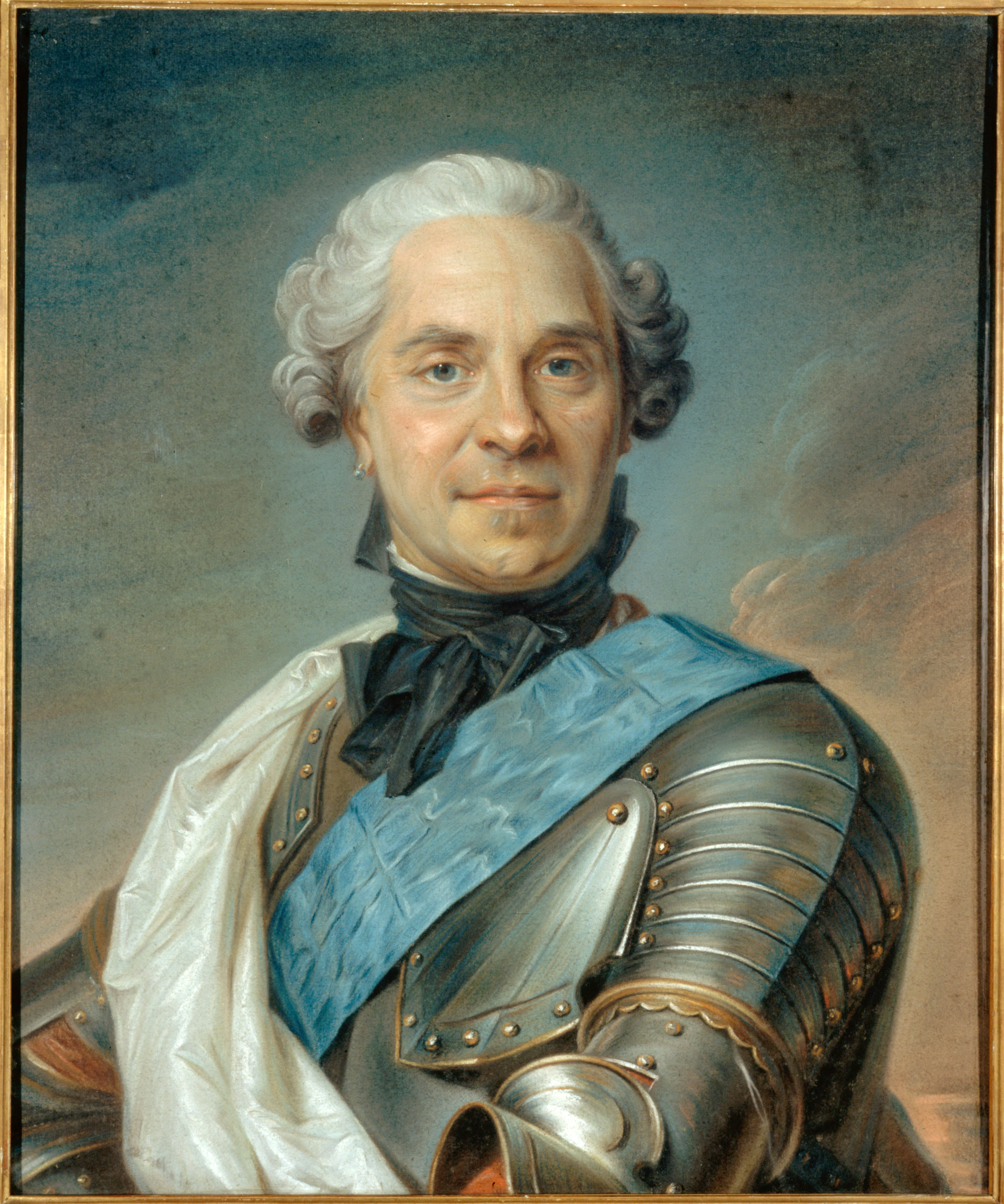
モーリス・ド・サックス

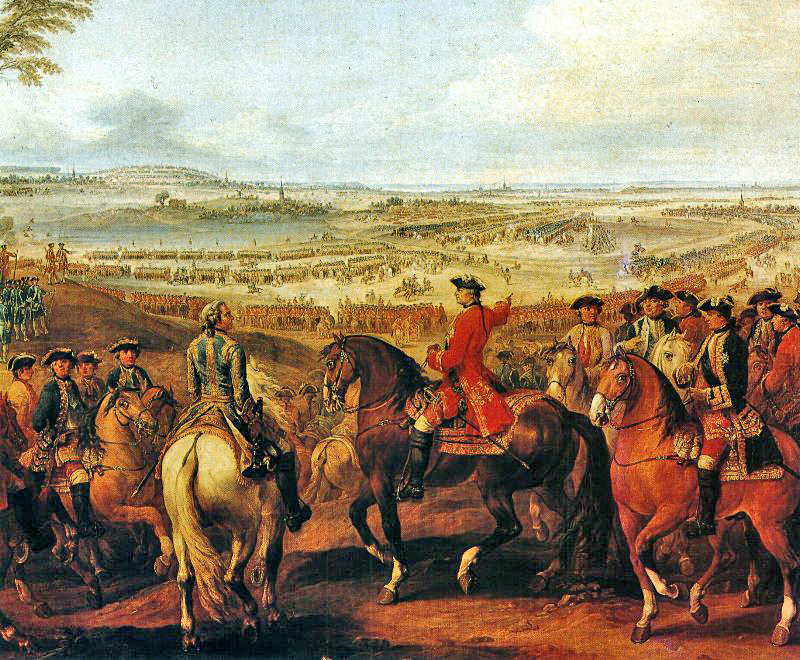
ラウフフェルトの戦いにおけるモーリス・ド・サックス、ピエール・ランファン作。

ラウフフェルトの戦い（ラウフフェルトのたたかい、英語: Battle of Lauffeld）は、オーストリア継承戦争中の1747年7月2日、フランスによるネーデルラント侵攻の一環として行われた戦闘。モーリス・ド・サックス元帥率いるフランス軍に対し、カンバーランド公ウィリアム・オーガスタス率いるイギリスとハノーファー軍、オラニエ公ウィレム4世率いるネーデルラント連邦共和国軍など国事詔書を支持する同盟軍がマーストリヒトの西にあるラウフフェルトで会戦に挑んだ。サックスは同盟軍を移動させるためにクレルモン侯率いる分遣隊を派遣、カンバーランド公はつられて分遣隊を攻撃して勝利したが、サックスはフランス本軍を自ら選んだ戦場へ移動させ、同盟軍を見事に撃破した。

## 戦闘
カンバーランド公は今やフランス本軍に直面していた。ジョン・リゴンアー将軍は同盟軍の前方にある村を占領、要塞化すべきと進言したがカンバーランド公は聞き入れなかった。ロクールの戦いのときと同じく、右翼のオーストリア軍は前進してフランス軍左翼を攻撃することを拒否した。フランスはラウフフェルトに対し5回突撃し、互いにラウフフェルトを数回占領するなど激戦だったが、やがてサックスが勝利した。最後の攻撃ではフランスの縦隊がイギリスとヘッセン兵1万人をラウフフェルトから追い出した。
カンバーランド公はオランダ軍とイギリス軍を再編して反撃したが、オランダ騎兵はフランスのカラビニアー部隊の突撃で撃破されてフランス騎兵から逃げ、オランダ騎兵の後ろにいる歩兵も混乱に陥った。フランス騎兵はそこで同盟軍の中央部に一撃を加え、フランス軍全体が前進したことで同盟軍左翼のイギリス歩兵が全滅の危機に陥った。リゴンアー将軍は独断で騎兵を突撃させて全滅を免れた。オーストリア継承戦争を通して最大規模の騎兵戦となったこの戦闘では計1万5千の騎兵が参戦しており、フランス軍のアイルランド大隊の7個連隊が死傷者1,400人以上を出した。イギリス国王ジョージ2世最愛の息子であったカンバーランド公はアイルランド大隊が赤い服を着ていたため自軍と誤認し、危うく捕虜にされるところだった。リゴンアーが騎兵の大部隊を連れてやってきたことでカンバーランド公は間一髪で逃れることができたが、その栄光は失われた。

## その後
フランスの勝利により、ネーデルラント連邦共和国への道の障害が全て取り払われた。同盟軍が撤退したことでサックスはレーヴェンタール伯爵率いる軍勢3万を北に派遣してベルヘン・オプ・ゾームを陥落させた。こうして1747年の戦役は終わるが、翌1748年の戦役が始まるやサックスはマーストリヒトを包囲、マーストリヒトは5月7日に落城した。マーストリヒトが包囲されたことで講和交渉は4月に始まり、10月のアーヘンの和約で戦争は終わりを告げた。モーリス・ド・サックスの連勝に伴い同盟軍がネーデルラントで敗退したことで、フランスはマーストリヒトからの砲声が轟く中の平和交渉を主導した。